# Sagartia crispata
Sagartia crispata is een zeeanemonensoort uit de familie Sagartiidae. De anemoon komt uit het geslacht Sagartia. Sagartia crispata werd in 1869 voor het eerst wetenschappelijk beschreven door Verrill. 